# Deodar
Deodar fou un estat tributari protegit a l'agència de Palanpur, regió de Gujarat, presidència de Bombai. Llimitava al nord amb Tharad, a l'est amb Kankrej, al sud amb Bhabhar i Terwara i a l'oest amb Suyigam i Tharad. La superfície era d'uns 1140 km² i la població el 1881 de 24.061 habitants principalment rajputs i kolis, distribuïts en 66 pobles. El primer tractat amb els britànics es va signar el 1819.
El governant portava el títol de thakur. El 1881 no tenia sanad autoritzant l'adopció i aquesta es regia per la primogenitura. No disposava d'exèrcit. Deodar o Diodar estava repartit en dues branques; la branca sènior controlava 12 pobles amb 2.425 habitants, i la júnior 13 pobles amb 3.612 habitants. La brancà sènior tenia al front el 1926 a Khanji, fill d'Anand Singh, des del 8 de setembre de 1902; la júnior estava dirigida per Himat Singh.
La capital era Deodar situada a 24° 08′ N, 71° 49′ E / 24.133°N,71.817°E a 72 km a l'oest de Palanpur.